# Биггс, Чарли
Чарльз Орвал Биггс (англ. Charles Orval Biggs, 15 сентября 1906, Френч-Лик, Индиана — 24 мая 1954, там же) — американский бейсболист, питчер, выступавший в Главной лиге бейсбола за «Чикаго Уайт Сокс» в сезоне 1932 года.

## Карьера
Чарли Биггс родился 15 сентября 1906 года в Индиане. В бейсбол он начал играть в любительской команде в родном городе Френч-Лик. В 1929 году его заметил скаут профессионального клуба «Мишн Редс», игравшего в Лиге Тихоокеанского побережья. Он подписал контракт и выступал в составе команды до 1932 года, одержав двенадцать побед при двадцати одном поражении. Часть сезона Биггс провёл в команде из Тайлера.
В сентябре 1932 года Чарли присоединился к «Чикаго Уайт Сокс». В Главной лиге бейсбола он дебютировал в игре с «Сент-Луис Браунс», проведя на поле пять иннингов. До конца сезона Биггс сыграл ещё в трёх матчах как стартовый питчер и в двух как реливер.
Сезон 1933 года он провёл в составе «Эль-Дорадо Ойлерс», после чего, недовольный уровнем своей зарплаты, завершил выступления в профессиональном бейсболе. Четыре года Биггс играл за различные любительские команды, а в 1938 году возобновил профессиональную карьеру. Окончательно Чарли завершил выступления в 1942 году в составе «Огасты Тайгерс».
После завершения карьеры Биггс вернулся в Индиану. Он жил на ферме, работал в отеле French Lick Springs. В 1954 году он перенёс инсульт и скончался в возрасте сорока семи лет.